# Oreonectes translucens
Oreonectes translucens és una espècie de peix de la família dels balitòrids i de l'ordre dels cipriniformes.

## Morfologia
- Cos incolor i sense escates.
- Fa 4,6 cm de llargària màxima.
- 11 radis tous a l'aleta dorsal i 9 a l'anal.
- Els orígens de les aletes dorsal i pelviana són verticalment oposats l'un de l'altre.
- 36 vèrtebres.
- Ulls rudimentaris.[5][3]

## Hàbitat i distribució geogràfica
És un peix d'aigua dolça, cavernícola, demersal i de clima tropical, el qual viu a la cova Xia'ao (Guangxi, la Xina).

## Observacions
És inofensiu per als humans.